# Spættet bredpande
Spættet bredpande (Pyrgus malvae) er en sommerfugl i bredpandefamilien. Det er den mindste bredpandeart i Danmark. Når mælkebøtterne blomstrer flyver denne sommerfugl, dvs. fra sidst i april til først i juni. Spættet bredpande holder til på frodige blomsterrige og gerne lidt fugtige steder, men den kan være svær at få øje på på grund af dens ringe størrelse og hurtige flugt.

## Udbredelse
Sommerfuglen er jævnt udbredt i hele Danmark, men mangler på nogle af de større øer, f.eks. Anholt, Læsø, Ærø, Langeland og Bornholm. Omkring 1983 forsvandt sommerfuglen pludselig fuldstændigt på Sydsjælland, Lolland, Falster og Møn. Siden da er der kun fundet meget få individer i dette store område. Ingen ved hvad denne tilbagegang skyldtes.
Arten er i øvrigt vidt udbredt i Europa og østpå gennem den tempererede del af Asien.

## Udseende
Spættet bredpande er som de andre bredpandearter temmelig uanselig og meget lille med et vingefang på 20–24 mm. Den tilhører slægten Pyrgus, hvoraf mange arter er meget svære at skelne fra hinanden. Men i Danmark har vi kun to arter fra denne slægt – spættet bredpande og fransk bredpande, og de er heldigvis mulige at kende fra hinanden. Spættet bredpande kan ligne fransk bredpande, men kan kendes på de tydelige hvide pletter på bagvingerne. Variationen i de hvide pletter på vingerne er dog meget stor indenfor arten. Når sommerfuglen suger nektar eller hviler, sidder den med vidt udbredte vinger.

## Livscyklus
I Danmark har spættet bredpande kun en enkelt generation pr. år, i modsætning til sydligere himmelstrøg hvor den findes i to generationer. Sommerfuglen lægger sine æg på f.eks. skovjordbær. Efter ca. 10 dage kommer larven frem. Larven lever i skjul, først i et lille spind, den selv har lavet på et blad, senere i et lille "telt" formet af bladstumper. Efter et par måneder er larven udvokset og forpupper sig. Puppen overvintrer fra august til maj, hvor den voksne sommerfugl kommer frem.

## Larvens foderplanter
Sommerfuglelarver er specialiserede til kun at æde nogle få planter. Larver af spættet bredpande lever af:
skovjordbær, krybende potentil, agermåne, tormentil, ranunkler, mælkebøtter, kællingetand.